# Isabelle Demongeot
Pour les articles homonymes, voir Demongeot.
Isabelle Demongeot, née le 18 septembre 1966 à Gassin, est une joueuse de tennis française, professionnelle entre 1983 et 1996.

## Biographie

### Carrière sportive
N°2 du tennis français en 1988, Isabelle Demongeot a remporté un titre en simple en 1991 lors de la Weschester Cup contre Lori McNeil et neuf en double dont quatre avec Nathalie Tauziat. C'est aux côtés de cette dernière qu'elle parvient en quart de finale à Roland-Garros à deux reprises en 1987 et 1992.
En 1986, elle atteint le 4e tour à Wimbledon (battue par Martina Navrátilová), sa meilleure performance en simple dans une épreuve du Grand Chelem. 
En 1989, elle réalise un triplé au National, s'imposant en simple, double et double mixte. Elle joue la Hopman Cup en 1990 avec Yannick Noah.
Elle est sélectionnée en équipe de France de Fed Cup de 1985 à 1993, ainsi qu'aux Jeux olympiques de Séoul en 1988 et de Barcelone en 1992.
Elle a été formée par Régis de Camaret à Saint-Tropez dès l'âge de 14 ans. Leur collaboration cesse en 1989.

### Après-carrière
Devenue directrice du Tennis Club de Villiers-le-Bel en 1997, Isabelle Demongeot entraîne également Amélie Mauresmo de 1999 à la fin de l'année 2000.
Elle enseigne ensuite le tennis pendant huit ans dans une structure privée à Saint-Tropez. Après un bref passage au sein du Lagardère Paris Racing, elle travaille depuis 2014 au sein du Club Sportif de l'Escalet à Ramatuelle. En 2022, le président de la Fédération française de tennis, Gilles Moretton, la nomme chargée de mission collective.

### Agression sexuelle
Pour un article plus général, voir Violences sexuelles et sexistes dans le sport français.
En mai 2007, Isabelle Demongeot publie Service volé, un livre dans lequel elle dénonce les viols dont elle-même et d'autres joueuses se plaignent d'avoir été victimes de la part de leur entraîneur, Régis de Camaret. La parution déclenche l'ouverture d'une enquête. Une instruction judiciaire a ensuite lieu, et 25 autres victimes sont identifiées. Le procès débute le 15 novembre 2012 devant les assises de Lyon. Régis de Camaret est condamné le 23 novembre à huit ans de prison ferme. Ayant fait appel, il est condamné le 11 février 2014 à 10 ans de prison pour les viols de deux pensionnaires mineures de son club de Saint-Tropez. Les viols d'Isabelle Demongeot et de la plupart des autres plaignantes ne sont pas jugés, étant prescrits lors du procès.
En 2021, le livre Service volé est adapté en téléfilm sur TF1.

## Palmarès

### Titre en simple dames
| No | Date       | Nom et lieu du tournoi       | Catégorie | Dotation  | Surface    | Finaliste   | Score    |          |
| -- | ---------- | ---------------------------- | --------- | --------- | ---------- | ----------- | -------- | -------- |
| 1  | 22-07-1991 | Westchester Cup, Westchester | Tier V    | 100 000 $ | Dur (ext.) | Lori McNeil | 6-4, 6-4 | Parcours |

### Finale en simple dames
Aucune

### Titres en double dames
| No | Date       | Nom et lieu du tournoi                    | Catégorie | Dotation  | Surface         | Partenaire        | Finalistes                         | Score         |          |
| -- | ---------- | ----------------------------------------- | --------- | --------- | --------------- | ----------------- | ---------------------------------- | ------------- | -------- |
| 1  | 28-09-1987 | First Clarins Open Paris                  |           | 50 000 $  | Terre (ext.)    | Nathalie Tauziat  | Sandra Cecchini Sabrina Goleš      | 1-6, 6-3, 6-3 | Parcours |
| 2  | 09-05-1988 | German Open Berlin                        | Tier I    | 300 000 $ | Terre (ext.)    | Nathalie Tauziat  | Claudia Kohde-Kilsch Helena Suková | 6-2, 4-6, 6-4 | Parcours |
| 3  | 17-10-1988 | European Indoors Zurich                   | Tier IV   | 200 000 $ | Moquette (int.) | Nathalie Tauziat  | Claudia Kohde-Kilsch Helena Suková | 6-3, 6-3      | Parcours |
| 4  | 01-05-1989 | Citizen Cup Hambourg                      | Tier IV   | 200 000 $ | Terre (ext.)    | Nathalie Tauziat  | Jana Novotná Helena Suková         | Forfait       | Parcours |
| 5  | 05-08-1991 | Virginia Slims of Albuquerque Albuquerque | Tier IV   | 150 000 $ | Dur (ext.)      | Katrina Adams     | Lise Gregory Peanut Louie          | 6-7, 6-4, 6-3 | Parcours |
| 6  | 30-09-1991 | Volkswagen Cup Leipzig                    | Tier III  | 225 000 $ | Moquette (int.) | Manon Bollegraf   | Jill Hetherington Kathy Rinaldi    | 6-4, 6-3      | Parcours |
| 7  | 13-04-1992 | Volvo Open Pattaya                        | Tier V    | 100 000 $ | Dur (ext.)      | Natalia Medvedeva | Pascale Paradis Sandrine Testud    | 6-1, 6-1      | Parcours |
| 8  | 20-04-1992 | Women’s Open Kuala Lumpur                 | Tier IV   | 100 000 $ | Dur (int.)      | Natalia Medvedeva | Rika Hiraki Petra Langrová         | 2-6, 6-4, 6-1 | Parcours |
| 9  | 01-02-1993 | Nutri-Metics Bendon Classic Auckland      | Tier IV   | 100 000 $ | Dur (ext.)      | Elna Reinach      | Jill Hetherington Kathy Rinaldi    | 6-2, 6-4      | Parcours |

### Finales en double dames
| No | Date       | Nom et lieu du tournoi                | Catégorie | Dotation  | Surface         | Vainqueures                         | Partenaire       | Score         |          |
| -- | ---------- | ------------------------------------- | --------- | --------- | --------------- | ----------------------------------- | ---------------- | ------------- | -------- |
| 1  | 11-07-1988 | Nice Open Nice                        | Tier V    | 100 000 $ | Terre (ext.)    | Catherine Suire Catherine Tanvier   | Nathalie Tauziat | 6-4, 4-6, 6-2 | Parcours |
| 2  | 25-10-1988 | Brighton International Brighton       | Tier III  | 250 000 $ | Moquette (int.) | Lori McNeil Betsy Nagelsen          | Nathalie Tauziat | 7-6, 2-6, 7-6 | Parcours |
| 3  | 23-09-1991 | St. Petersburg Open Saint-Pétersbourg | Tier V    | 100 000 $ | Moquette (int.) | Elena Bryukhovets Natalia Medvedeva | Jo Durie         | 7-5, 6-3      | Parcours |
| 4  | 25-04-1994 | Ilva Trophy Tarente                   | Tier IV   | 100 000 $ | Terre (ext.)    | Irina Spîrlea Noëlle van Lottum     | Sandra Cecchini  | 6-3, 2-6, 6-1 | Parcours |

## Parcours en Grand Chelem

### En simple dames
| Année | Open d'Australie (janvier) | Open d'Australie (janvier) | Internationaux de France | Internationaux de France | Wimbledon       | Wimbledon           | US Open         | US Open           | Open d'Australie (décembre) | Open d'Australie (décembre) |
| ----- | -------------------------- | -------------------------- | ------------------------ | ------------------------ | --------------- | ------------------- | --------------- | ----------------- | --------------------------- | --------------------------- |
| 1984  | n/a                        | n/a                        | 2e tour (1/32)           | Anne White               | -               | -                   | -               | -                 | -                           | -                           |
| 1985  | n/a                        | n/a                        | 1er tour (1/64)          | Vicki Nelson             | 3e tour (1/16)  | Anne Smith          | 1er tour (1/64) | Camille Benjamin  | -                           | -                           |
| 1986  | n/a                        | n/a                        | 1er tour (1/64)          | Silke Meier              | 4e tour (1/8)   | Martina Navrátilová | 1er tour (1/64) | Annabel Croft     | n/a                         | n/a                         |
| 1987  | -                          | -                          | 2e tour (1/32)           | Chris Evert              | 3e tour (1/16)  | Gabriela Sabatini   | 3e tour (1/16)  | Sylvia Hanika     | n/a                         | n/a                         |
| 1988  | -                          | -                          | 3e tour (1/16)           | Sylvia Hanika            | 1er tour (1/64) | Helena Suková       | 1er tour (1/64) | Manon Bollegraf   | n/a                         | n/a                         |
| 1989  | -                          | -                          | 2e tour (1/32)           | Arantxa Sánchez          | 2e tour (1/32)  | Catarina Lindqvist  | 1er tour (1/64) | Linda Ferrando    | n/a                         | n/a                         |
| 1990  | 3e tour (1/16)             | Zina Garrison              | 1er tour (1/64)          | Jana Novotná             | 1er tour (1/64) | Amy Frazier         | 2e tour (1/32)  | Gabriela Sabatini | n/a                         | n/a                         |
| 1991  | -                          | -                          | 1er tour (1/64)          | Sybille Niox             | 1er tour (1/64) | Catarina Lindqvist  | -               | -                 | n/a                         | n/a                         |
| 1992  | 1er tour (1/64)            | Andrea Strnadová           | 1er tour (1/64)          | Mana Endo                | 2e tour (1/32)  | Gabriela Sabatini   | 1er tour (1/64) | Emanuela Zardo    | n/a                         | n/a                         |
| 1993  | 3e tour (1/16)             | Nicole Provis              | 1er tour (1/64)          | Manuela Maleeva          | 1er tour (1/64) | Nicole Arendt       | -               | -                 | n/a                         | n/a                         |
| 1994  | -                          | -                          | 1er tour (1/64)          | Kristie Boogert          | 1er tour (1/64) | Laura Golarsa       | 3e tour (1/16)  | Gabriela Sabatini | n/a                         | n/a                         |
| 1995  | -                          | -                          | 1er tour (1/64)          | Virginia Ruano           | 2e tour (1/32)  | Mariaan de Swardt   | 1er tour (1/64) | Helena Suková     | n/a                         | n/a                         |
| 1996  | 1er tour (1/64)            | Karina Habšudová           | 1er tour (1/64)          | Radka Bobková            | -               | -                   | -               | -                 | n/a                         | n/a                         |

À droite du résultat, l’ultime adversaire.

### En double dames
| Année | Open d'Australie (janvier)   | Open d'Australie (janvier) | Internationaux de France    | Internationaux de France    | Wimbledon                    | Wimbledon                     | US Open                     | US Open                    | Open d'Australie (décembre) | Open d'Australie (décembre) |
| ----- | ---------------------------- | -------------------------- | --------------------------- | --------------------------- | ---------------------------- | ----------------------------- | --------------------------- | -------------------------- | --------------------------- | --------------------------- |
| 1985  | n/a                          | n/a                        | 1er tour (1/32) N. Tauziat  | Chris Evert P. Paradis      | 3e tour (1/8) N. Tauziat     | S. Cherneva L. Savchenko      | 2e tour (1/16) N. Tauziat   | Lori McNeil Kim Sands      | -                           | -                           |
| 1986  | n/a                          | n/a                        | 3e tour (1/8) N. Tauziat    | Kohde-Kilsch Helena Suková  | 1er tour (1/32) N. Tauziat   | Zina Garrison Kathy Rinaldi   | 1er tour (1/32) N. Tauziat  | A. Moulton Anne White      | n/a                         | n/a                         |
| 1987  | -                            | -                          | 1/4 de finale N. Tauziat    | Navrátilová Pam Shriver     | 2e tour (1/16) N. Tauziat    | A. M. Fernández J. Richardson | 1er tour (1/32) N. Tauziat  | Isabel Cueto A. Sánchez    | n/a                         | n/a                         |
| 1988  | -                            | -                          | 3e tour (1/8) N. Tauziat    | Katrina Adams Zina Garrison | 3e tour (1/8) N. Tauziat     | Eva Pfaff E. Smylie           | 1er tour (1/32) N. Tauziat  | Henricksson Anne Smith     | n/a                         | n/a                         |
| 1989  | -                            | -                          | 3e tour (1/8) N. Tauziat    | Katrina Adams Zina Garrison | 1er tour (1/32) N. Tauziat   | Hu Na S. Stafford             | 3e tour (1/8) N. Tauziat    | Kathy Jordan B. Nagelsen   | n/a                         | n/a                         |
| 1990  | 3e tour (1/8) C. Tanvier     | Patty Fendick MJ Fernández | 1er tour (1/32) C. Tanvier  | Jana Novotná Helena Suková  | 1er tour (1/32) C. Tanvier   | Steffi Graf G. Sabatini       | 2e tour (1/16) Eva Pfaff    | Katrina Adams Laura Arraya | n/a                         | n/a                         |
| 1991  | -                            | -                          | -                           | -                           | 1er tour (1/32) Jo Durie     | Gretchen Rush Robin White     | 2e tour (1/16) C. Martínez  | A. Sánchez Helena Suková   | n/a                         | n/a                         |
| 1992  | 3e tour (1/8) S. Appelmans   | Pam Shriver N. Zvereva     | 1/4 de finale N. Tauziat    | Steffi Graf Anke Huber      | 3e tour (1/8) N. Tauziat     | Lori McNeil Rennae Stubbs     | 3e tour (1/8) N. Tauziat    | Navrátilová Pam Shriver    | n/a                         | n/a                         |
| 1993  | 1er tour (1/32) S. Appelmans | Sandra Dopfer Maja Zivec   | 3e tour (1/8) Elna Reinach  | L. Neiland Jana Novotná     | 1er tour (1/32) Elna Reinach | I. Driehuis Lupita Novelo     | 1er tour (1/32) Robin White | Amy Frazier Rika Hiraki    | n/a                         | n/a                         |
| 1994  | -                            | -                          | 1er tour (1/32) D. Monami   | Lori McNeil Rennae Stubbs   | -                            | -                             | 1er tour (1/32) D. Monami   | E. Maniokova Leila Meskhi  | n/a                         | n/a                         |
| 1995  | -                            | -                          | 1er tour (1/32) S. Cecchini | J. Kruger Iva Majoli        | 3e tour (1/8) S. Cecchini    | Amy Frazier Kimberly Po       | 1er tour (1/32) S. Cecchini | M. McGrath L. Neiland      | n/a                         | n/a                         |
| 1996  | 1er tour (1/32) L. Pleming   | R. McQuillan C. Porwik     | 1er tour (1/32) C. Dhenin   | Katrina Adams M. de Swardt  | 2e tour (1/16) C. Dhenin     | K. Boogert Irina Spîrlea      | -                           | -                          | n/a                         | n/a                         |

Sous le résultat, la partenaire ; à droite, l’ultime équipe adverse.

### En double mixte
| Année | Open d'Australie (janvier),  | Open d'Australie (janvier), | Internationaux de France     | Internationaux de France    | Wimbledon                    | Wimbledon                  | US Open                    | US Open                    | Open d'Australie (décembre), | Open d'Australie (décembre), |
| ----- | ---------------------------- | --------------------------- | ---------------------------- | --------------------------- | ---------------------------- | -------------------------- | -------------------------- | -------------------------- | ---------------------------- | ---------------------------- |
| 1985  | n/a                          | n/a                         | 1er tour (1/32) Winogradsky  | Penny Barg Steve Meister    | -                            | -                          | -                          | -                          | n/a                          | n/a                          |
| 1991  | -                            | -                           | 3e tour (1/8) Piet Norval    | Tracey Morton D. Macpherson | -                            | -                          | -                          | -                          | n/a                          | n/a                          |
| 1992  | 1er tour (1/16) C. Beckman   | C. Cunningham Luke Jensen   | 2e tour (1/16) Byron Talbot  | Jo-Anne Faull Sven Salumaa  | 1er tour (1/32) Byron Talbot | Jana Novotná T. Woodbridge | 2e tour (1/8) Byron Talbot | Nicole Provis M. Woodforde | n/a                          | n/a                          |
| 1993  | 1er tour (1/16) Byron Talbot | Nana Miyagi Kent Kinnear    | 1er tour (1/32) Byron Talbot | R. McQuillan D. Macpherson  | 1er tour (1/32) Royce Deppe  | Elna Reinach van Rensburg  | -                          | -                          | n/a                          | n/a                          |
| 1994  | -                            | -                           | 1er tour (1/32) Royce Deppe  | E. Smylie J. Fitzgerald     | -                            | -                          | -                          | -                          | n/a                          | n/a                          |
| 1995  | -                            | -                           | 2e tour (1/16) L. Barthez    | L. Neiland M. Woodforde     | -                            | -                          | -                          | -                          | n/a                          | n/a                          |
| 1996  | -                            | -                           | 1er tour (1/32) G. Raoux     | A. Fusai R. Gilbert         | -                            | -                          | -                          | -                          | n/a                          | n/a                          |

Sous le résultat, le partenaire ; à droite, l’ultime équipe adverse.

## Parcours aux Masters

### En double dames
| # | Date       | Nom de l'édition                      | ($)       | Surface         | Résultat      | Partenaire       | Ultimes adversaires           | Score    |          |
| - | ---------- | ------------------------------------- | --------- | --------------- | ------------- | ---------------- | ----------------------------- | -------- | -------- |
| 1 | 14/11/1988 | Virginia Slims Championships New York | 1 000 000 | Moquette (int.) | 1/4 de finale | Nathalie Tauziat | Steffi Graf Gabriela Sabatini | 6-3, 6-1 | Parcours |

## Parcours aux Jeux olympiques

### En simple dames
| # | Date       | Nom de l'olympiade         | Surface    | Résultat        | Ultime adversaire | Score    |          |
| - | ---------- | -------------------------- | ---------- | --------------- | ----------------- | -------- | -------- |
| 1 | 20/09/1988 | Olympic Tennis Event Séoul | Dur (ext.) | 1er tour (1/32) | Jana Novotná      | 6-4, 6-3 | Parcours |

### En double dames
| # | Date       | Nom de l'olympiade             | Surface      | Résultat      | Partenaire       | Ultimes adversaires               | Score    |          |
| - | ---------- | ------------------------------ | ------------ | ------------- | ---------------- | --------------------------------- | -------- | -------- |
| 1 | 20/09/1988 | Olympic Tennis Event Séoul     | Dur (ext.)   | 1/4 de finale | Nathalie Tauziat | Zina Garrison Pam Shriver         | 7-5, 6-2 | Parcours |
| 2 | 28/07/1992 | Olympic Tennis Event Barcelone | Terre (ext.) | 1/4 de finale | Nathalie Tauziat | Conchita Martínez Arantxa Sánchez | 6-2, 6-4 | Parcours |

## Parcours en Coupe de la Fédération
| #                                                                           | Date       | Lieu      | Surface                            | Gagnante(s)                         | Perdante(s)                         | Score           |          |
|                                                                             |            |           |                                    |                                     |                                     |                 |          |
| 1985 - 1er tour (groupe mondial) - France - Nouvelle-Zélande - 1 : 2        |            |           |                                    |                                     |                                     |                 |          |
| 1                                                                           | 08/10/1985 | Nagoya    | Dur (ext.)                         | Belinda Cordwell Julie Richardson   | Isabelle Demongeot Nathalie Tauziat | 6-0, 7-5        | Parcours |
|                                                                             |            |           |                                    |                                     |                                     |                 |          |
| 1986 - 1er tour (groupe mondial) - France - Suède - 3 : 0                   |            |           |                                    |                                     |                                     |                 |          |
| 2                                                                           | 22/07/1986 | Prague    | Terre (ext.)                       | Isabelle Demongeot                  | Helena Dahlstrom                    | 6-4, 6-1        | Parcours |
|                                                                             |            |           |                                    |                                     |                                     |                 |          |
| 1986 - 2e tour (groupe mondial) - France - Bulgarie - 1 : 2                 |            |           |                                    |                                     |                                     |                 |          |
| 3                                                                           | 22/07/1986 | Prague    | Terre (ext.)                       | Isabelle Demongeot Pascale Paradis  | Yulia Berberian Dora Rangelova      | 6-3, 6-1        | Parcours |
|                                                                             |            |           |                                    |                                     |                                     |                 |          |
| 1987 - 1er tour (groupe mondial) - France - Autriche - 3 : 0                |            |           |                                    |                                     |                                     |                 |          |
| 4                                                                           | 28/07/1987 | Vancouver |                                    | Isabelle Demongeot                  | Petra Huber                         | 6-1, 6-4        | Parcours |
| 4                                                                           | 28/07/1987 | Vancouver | Isabelle Demongeot Catherine Suire | Petra Huber Judith Wiesner          | 1-6, 6-3, 6-1                       |                 | Parcours |
|                                                                             |            |           |                                    |                                     |                                     |                 |          |
| 1987 - 2e tour (groupe mondial) - États-Unis - France - 3 : 0               |            |           |                                    |                                     |                                     |                 |          |
| 5                                                                           | 28/07/1987 | Vancouver |                                    | Pam Shriver                         | Isabelle Demongeot                  | 6-0, 7-6        | Parcours |
| 5                                                                           | 28/07/1987 | Vancouver | Chris Evert Pam Shriver            | Isabelle Demongeot Catherine Suire  | 6-3, 6-3                            |                 | Parcours |
|                                                                             |            |           |                                    |                                     |                                     |                 |          |
| 1989 - 1er tour (groupe mondial) - France - Espagne - 0 : 2                 |            |           |                                    |                                     |                                     |                 |          |
| 6                                                                           | 03/10/1989 | Tokyo     | Dur (ext.)                         | Conchita Martínez                   | Isabelle Demongeot                  | 6-73, 7-64, 6-4 | Parcours |
|                                                                             |            |           |                                    |                                     |                                     |                 |          |
| 1990 - 1er tour (groupe mondial) - France - Taïwan - 3 : 0                  |            |           |                                    |                                     |                                     |                 |          |
| 7                                                                           | 23/07/1990 | Atlanta   | Dur (ext.)                         | Isabelle Demongeot Mary Pierce      | Lai Su-Lin Lin Ya-Hui               | 6-2, 6-2        | Parcours |
|                                                                             |            |           |                                    |                                     |                                     |                 |          |
| 1990 - 2e tour (groupe mondial) - France - Nouvelle-Zélande - 3 : 0         |            |           |                                    |                                     |                                     |                 |          |
| 8                                                                           | 23/07/1990 | Atlanta   | Dur (ext.)                         | Isabelle Demongeot Mary Pierce      | Belinda Cordwell Julie Richardson   | 6-3, 6-4        | Parcours |
|                                                                             |            |           |                                    |                                     |                                     |                 |          |
| 1990 - 1/4 de finale (groupe mondial) - France - Espagne - 0 : 3            |            |           |                                    |                                     |                                     |                 |          |
| 9                                                                           | 23/07/1990 | Atlanta   | Dur (ext.)                         | Conchita Martínez Arantxa Sánchez   | Isabelle Demongeot Mary Pierce      | 6-4, 6-4        | Parcours |
|                                                                             |            |           |                                    |                                     |                                     |                 |          |
| 1992 - 1er tour (groupe mondial) - France - Chine - 2 : 1                   |            |           |                                    |                                     |                                     |                 |          |
| 10                                                                          | 14/07/1992 | Francfort | Terre (ext.)                       | Isabelle Demongeot Nathalie Tauziat | Li Fang Tang Min                    | 6-3, 7-64       | Parcours |
|                                                                             |            |           |                                    |                                     |                                     |                 |          |
| 1992 - 2e tour (groupe mondial) - France - CEI - 3 : 0                      |            |           |                                    |                                     |                                     |                 |          |
| 11                                                                          | 15/07/1992 | Francfort | Terre (ext.)                       | Isabelle Demongeot Nathalie Tauziat | Elena Makarova Elena Pogorelova     | 6-3, 6-3        | Parcours |
|                                                                             |            |           |                                    |                                     |                                     |                 |          |
| 1992 - 1/4 de finale (groupe mondial) - France - États-Unis - 1 : 2         |            |           |                                    |                                     |                                     |                 |          |
| 12                                                                          | 16/07/1992 | Francfort | Terre (ext.)                       | Gigi Fernández Pam Shriver          | Isabelle Demongeot Nathalie Tauziat | 6-4, 6-2        | Parcours |
|                                                                             |            |           |                                    |                                     |                                     |                 |          |
| 1993 - 1/4 de finale (groupe mondial) - République tchèque - France - 0 : 3 |            |           |                                    |                                     |                                     |                 |          |
| 13                                                                          | 23/07/1993 | Francfort | Terre (ext.)                       | Isabelle Demongeot Pascale Paradis  | Andrea Strnadová Radka Zrubáková    | 6-4, 3-6, 6-3   | Parcours |
|                                                                             |            |           |                                    |                                     |                                     |                 |          |
| 1993 - 1/2 finale (groupe mondial) - Espagne - France - 2 : 1               |            |           |                                    |                                     |                                     |                 |          |
| 14                                                                          | 24/07/1993 | Francfort | Terre (ext.)                       | Isabelle Demongeot Pascale Paradis  | Virginia Ruano Cristina Torrens     | 1-2, ab.        | Parcours |

## Classements WTA en fin de saison

### En simple
| Année | 1983 | 1984 | 1985 | 1986 | 1987 | 1988 | 1989 | 1990 | 1991 | 1992 | 1993 | 1994 | 1995 | 1996 |
| Rang  | 244  | 165  | 135  | 65   | 53   | 45   | 46   | 78   | 61   | 136  | 145  | 152  | 124  | 242  |

Source : (en) « Classements de Isabelle Demongeot », sur le site officiel du WTA Tour

### En double
| Année | 1986 | 1987 | 1988 | 1989 | 1990 | 1991 | 1992 | 1993 | 1994 | 1995 | 1996 |
| Rang  | 63   | 40   | 24   | 34   | 63   | 25   | 32   | 61   | 89   | 117  | 243  |

Source : (en) « Classements de Isabelle Demongeot », sur le site officiel du WTA Tour

## Publications
- 1999 : Le Tennis -  La technique, la tactique, la pratique - éditions Milan
- 2007 : Service volé - Une championne rompt le silence, préface de Yannick Noah, éditions Michel Lafon  (ISBN 978-2749906966)

Cet ouvrage sera adapté en téléfilm en 2021 par Jérôme Foulon, également sous le titre Service volé (TF1 production - 1h30) avec Julie de Bona dans le rôle principal.

## Distinctions
- Chevalier de l'ordre national du Mérite (décret du 13 novembre 2009)[10]
- Chevalier de la Légion d'honneur (décret du 31 décembre 2021)[11]